# Basilica dei Santi Cesidio e Rufino
La basilica dei Santi Cesidio e Rufino è l'edificio di culto principale di Trasacco, in provincia dell'Aquila e diocesi di Avezzano.  La basilica ha la dignità di basilica minore ed è stata dichiarata edificio monumentale degno di essere conservato nel 1902.

## Storia

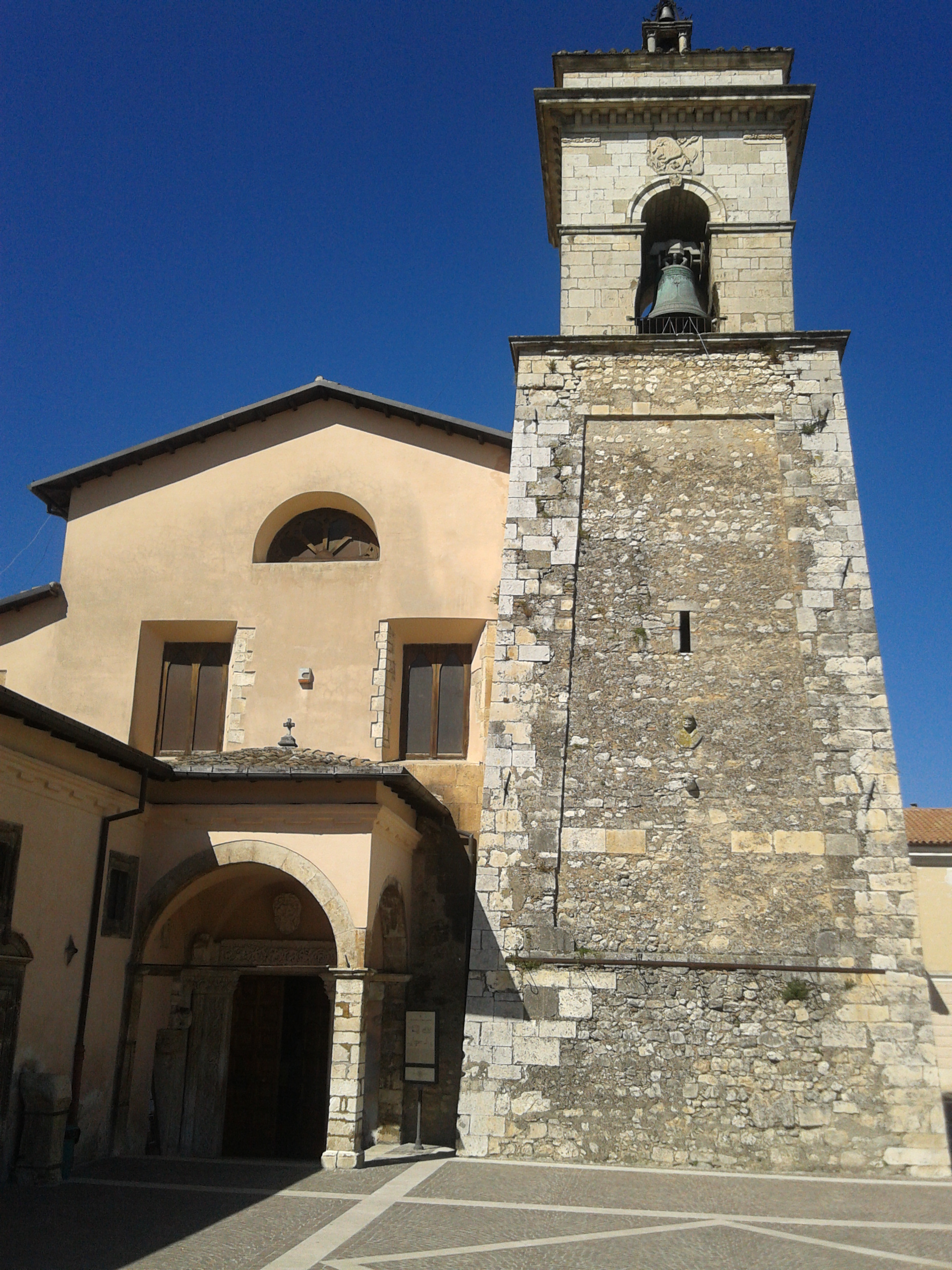
La facciata e il campanile

La tradizione vuole che la basilica sia stata eretta sui resti dell'antico palazzo imperiale di Claudio. Rufino vescovo, nel 237 circa iniziò i lavori della chiesa, affidandola al figlio Cesidio, martirizzato poi anch'egli, come il padre, insieme ai compagni di fede Placido ed Eutichio durante le persecuzioni romane. La chiesa primitiva sarebbe andata distrutta nel 936, a seguito di un'incursione degli Ungari, ma l'edificio sarebbe stato presto ricostruito. L'attuale edificio, di caratteristiche duecentesche, fu eretto sulle vestigia di uno più antico, del quale sono testimoni gli atti custoditi nell'archivio parrocchiale. Negli anni successivi prese le forme di una vera e propria basilica e la sua fama crebbe, venendo citata nelle bolle pontificie di Papa Pasquale II e di Papa Clemente III durante il XII secolo.
La basilica raggiunse il suo massimo ampliamento nel 1618 allorquando, per aumentarne la capienza, fu aggiunta una quarta navata, oltre a quelle laterali del XIII secolo, per volere dell'abate Cicerone De Blasis. Particolare che la contraddistingue è la presenza di due porte d'ingresso "quella degli uomini" e "quella delle donne". Sebbene danneggiata dal terremoto di Avezzano del 1915, la basilica non ha perso il suo valore, e fu restaurata.

## Esterno
La struttura, a pianta rettangolare irregolare; la facciata a capanna è assai povera, con una finestra a semicerchio e due rettangolari. Sulla destra sorge un compatto ed imponente campanile a pianta quadrangolare, e dalla forma piramidale, scandito in due livelli. Il secondo livello infatti, quello della cella campanaria, ha la forma di una torretta. La facciata è inoltre arricchita da un piccolo portale, conservatosi nella sua forma medievale nei secoli, con una copertura soprastante. Sul lato sinistro della basilica è posto una cappella, detta "oratorio della Concezione", e un portale trecentesco perfettamente conservato, detto "portale degli Uomini". Scandito a tre livelli con colonne tortili, è attorniato da due grifoni e da decorazioni floreali sui marmi.

## Interno
L'interno è suddiviso in tre navate, avendo conservato l'impianto trecentesco. L'ambone è duecentesco, mentre la decorazione floreale a capriate scoperte e è barocca. Importante è il colonnato di pietra montana e la cappella dei santi di Trasacco, ove sono conservate le loro reliquie. 
Nel reliquiario d'argento, in particolare, si conserva il cosiddetto  "braccio di san Cesidio". Tutte le reliquie vengono conservate con devozione e sono ben visibili.
Nell'oratorio si trovano i resti dei monumenti funerari dei Titecii, ovvero della gens Titecia, famiglia che fu a capo dell'amministrazione di Supinum, in epoca imperiale. Si tratta dei resti di un gruppo di lastre decorate da fregi d'armi e insegne militari.